# Футджоб

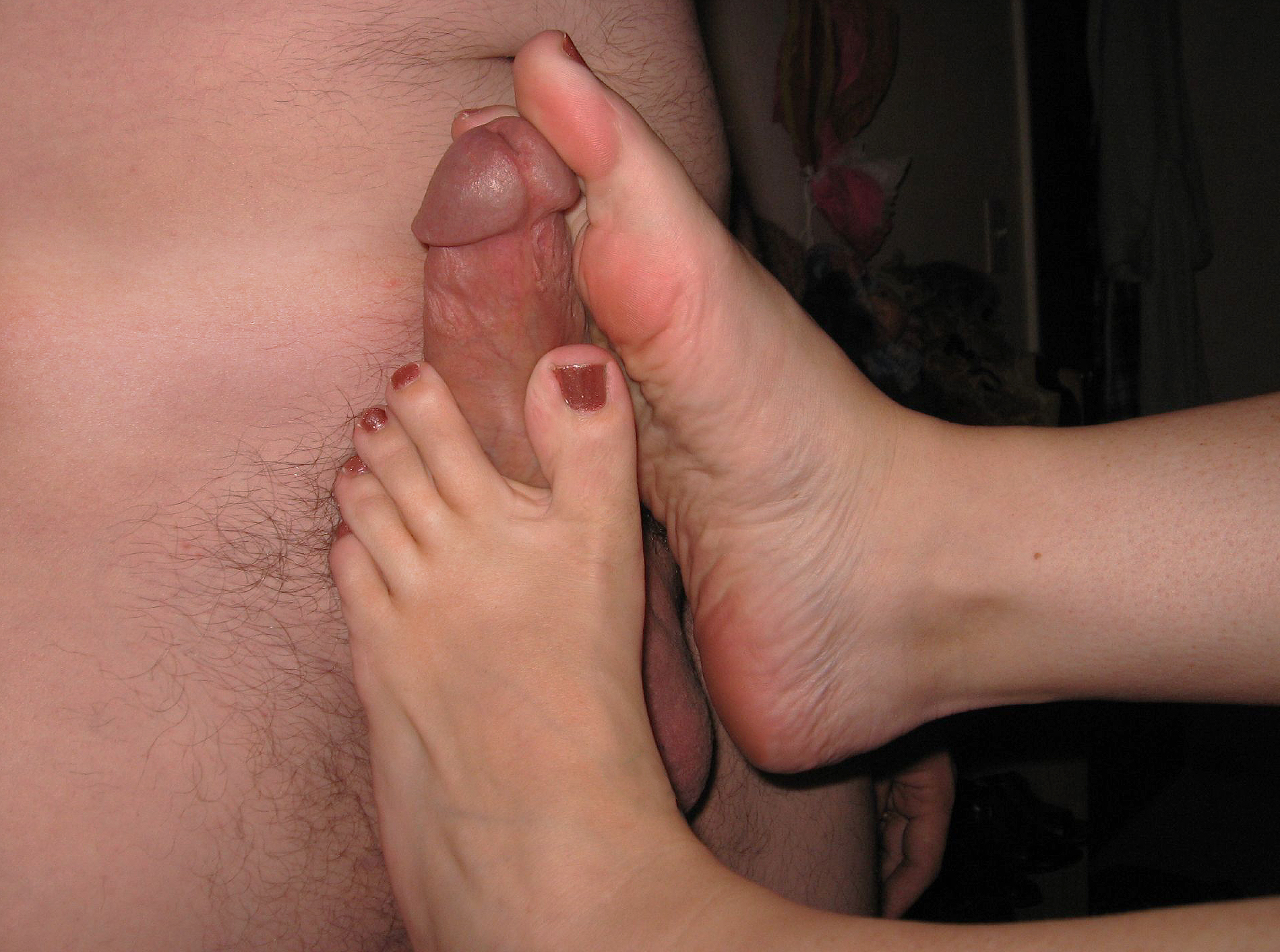
Футджоб

Фу́тджоб (англ. footjob) — сексуальна практика, за якої відбувається стимуляція статевих органів ногами, іноді скорочено FJ. Розглядається як частина фетишизму.
Розрізняють toejob — стимуляція пальцями ніг і solejob — підошвами.

Футджоб з еякуляцією

Зазвичай футджоб виконує жінка чоловіку, стимулюючи його член, інколи чоловік стимулює груди або вульву жінки.